# Dziga Vertov
Dziga Vertov, pseudonimo di David Abelevič Kaufman (in russo Давид А́белевич Ка́уфман?; Bjelostok, 2 gennaio 1896 – Mosca, 12 febbraio 1954), è stato un regista, sceneggiatore e teorico del cinema sovietico.

## Biografia
Nato a Bjelostok nell'allora Polonia russa da una famiglia medio-borghese di origini ebraiche, Vertov si trasferisce a Mosca poi a San Pietroburgo all'inizio della prima guerra mondiale. Inizia gli studi di Medicina e intanto si dedica alla poesia, a narrazioni satiriche e di fantascienza. Nel 1916 comincia ad interessarsi al montaggio di materiali sonori fonografici. Il suo interesse crescente per il cinema è accompagnato da quello per il futurismo che gli ispira anche il nome d'arte che si scelse: "Dziga Vertov" vale a dire "trottola" in lingua ucraina. Anche i suoi due fratelli furono figure importanti del mondo del cinema: Boris emigrò dapprima in Francia, poi negli Stati Uniti, dove divenne famoso come direttore della fotografia, Michail rimase in Unione Sovietica dove divenne noto come regista anch'egli.
Al termine della rivoluzione russa, Vertov è a Mosca e comincia a lavorare per La settimana cinematografica. Per tre anni si occupa a vario titolo della redazione di questo cinegiornale dai forti contenuti propagandistici. Insieme a lui lavora Elizaveta Svilova che in seguito diverrà sua moglie.
Il suo primo vero cortometraggio è L'anniversario della Rivoluzione, del 1919.
Il passaggio da "regista di Stato" a "regista di avanguardia" si ha con i Kinopravda. Nell'arco di tre anni vengono realizzati 23 piccoli documentari di 20 minuti ciascuno ognuno dei quali generalmente tratta 3 diversi argomenti. In questa produzione Vertov comincia a mettere in pratica la sua teoria, più esplicitamente esposta nel film-manifesto del suo movimento Kinoglaz (Кино-глаз) (1924), dando spazio alla verità, filmando e montando in maniera che l'espressione e i contenuti di ciò che si vuole dire vengano solo ed esclusivamente da ciò che si riprende con fedeltà.
Evidentemente questa sua posizione radicale, seppure ispirata da un comunismo convinto, non stava bene agli apparati politici che pensavano di poter orientare a piacimento le informazioni veicolate da cinegiornali e documentari. Ma anche l'universo cinematografico che è in grande espansione in tutto il mondo come in Russia, non vede bene l'avanzare di teorie secondo le quali il cinema di fantasia deve essere bandito. Questo sostenevano Vertov e i suoi kinoki, in primo luogo suo fratello Michail, superbo operatore di tutte le maggiori opere di Denis Arkadevič, e poi sua moglie Elizaveta Svilova, montatrice delle sue pellicole.
Questi contrasti non fanno che rafforzare il suo convincimento di andare avanti per una strada che tronchi definitivamente con quanto era stato concepito come cinematografico fino a quel momento. Così l'introduzione di innovazioni tecnico-stilistiche come il passo uno o il fermo immagine vanno viste non come un tradimento di quel rigore della cinecronaca-verità che è alla base delle sue teorie, quanto come una ricerca di un linguaggio nuovo che rompa con il passato e con le altre forme d'arte che Vertov giudica deleterie per il popolo, quali la letteratura e il teatro.
Tutto il complesso teorico di Vertov si riassume nella sua opera più famosa, L'uomo con la macchina da presa (1929). Questo film è davvero rivoluzionario, scompagina la grammatica sino ad allora utilizzata (basti pensare che non sono usate didascalie, fondamentali nell'epoca del muto) e in uno sfolgorio di trovate tecnico-stilistiche ci mostra una macchina da presa che da oggetto di osservazione ne diventa il soggetto.
La produzione seguente non avrà più la stessa forza, forse perché le sue teorie vengono travolte dall'esplosione di generi e di geni (si pensi ad Ėjzenštejn) che daranno lustro alla cinematografia "tradizionale". L'incontro con il sonoro dà comunque origine ad un'opera notevole: Sinfonia del Donbass/Entusiasmo (1931), dove per "sinfonia" si deve intendere la sovrapposizione di vari rumori prodotti da officine meccaniche e miniere catturate dall'orecchio di Vertov. L'ultima opera di grande valore è Tre canti su Lenin (1934), dedicata al leader bolscevico.
In seguito, con l'affermasi del realismo socialista, dirada progressivamente le sue opere. Muore nel 1954 per un tumore allo stomaco.

## Filmografia parziale
- La settimana cinematografica (Кинонеделя) - diretto con Michail Kol'cov, Nikolaj Tichonov ed Evgenij Šneider (43 edizioni, 1918-1919)
- Il piroscafo per la propaganda didattico-letteraria "Stella Rossa" (Literaturno-instruktorskij agitparochod vcik "Krasnaja Zvezda") (documentario, 1919)
- L'anniversario della rivoluzione (Годовщина революции) - diretto con Aleksej Savalev (1919)
- Il cervello della Russia sovietica (Mozg Sovetskoj Rossij) (1919)
- Il processo Mironov (Process Mironova) (1919)
- Storia della guerra civile (История гражданской войны) (1922)[1]
- Kinopravda (Киноправда) (23 edizioni, 1922-1925)
- Il 1º maggio a Mosca (Pervoe Maja v Moskve) (1923)
- Evviva l'aria! (Daeš vozduch!) (documentario, 1923)
- Calendario cinematografico di stato (Госкинокалендарь) (53 edizioni, 1923-1924)
- Il cineocchio (Кино-глаз) (1924)
- La sesta parte del mondo (Шестая часть мира) (1926)
- Avanti, Soviet! (Šagaj, sovet!) (1926)
- L'undicesimo (Одиннадцатый) (1928)
- L'uomo con la macchina da presa (Человек с киноаппаратом) (1929)
- Sinfonia del Donbass/Entusiasmo (Энтузиазм) (1931)
- Tre canti su Lenin (Три песни о Ленине) (1934)
- S'erge Ordjonokidze (Памяти Серго Орджоникидзе) (1937)
- Ninnananna (Колыбельная) (1937)
- Tre eroine (Три героини) (1938)
- A te, fronte! (Тебе, фронт!) (1942)
- Le novità del giorno (Новости дня) (1954)